# Мустафа, Ибраим
Ибраим Мустафа (фр. Ibrahim Mustapha; род. 18 июня 2000, Тамале) — ганский футболист, нападающий клуба «ЛАСК» (с 2023 года).

## Биография
Мустафа начал свою карьеру в футбольном клубе «ЭурАфрика».
В январе 2020 года права на Ибраима получил сербский клуб «Црвена звезда».
15 февраля 2022 года Мустафа перешёл в сербский «Нови-Пазар» на правах аренды из белградской «Црвены звезды» на вторую часть сезона 2021/22 годов, сыграл 15 матчей и забил четыре гола.
В сезоне 2022/23 годов Ибраим вернулся в Белград. До зимнего перерыва он сыграл двенадцать матчей в лиге за «Црвену звезду», а также четыре матча провёл в Лиге Европы УЕФА. В феврале 2023 года перешел в австрийский клуб «ЛАСК», с которым заключил контракт до июня 2026 года.